# Mewgull
株式会社mewgull(ミューガル、Mewgull Co., Ltd.)は役者・ミュージシャンのマネージメント、映画・映像・音源・CM制作、ファンクラブ運営、イベント企画、ホームページ、デザイン制作業務などを行う企業。
佐野史郎、大沢健、南壽あさ子、石川真希、北乃颯希、カムイ、伊達太賀、後藤萌咲、鈴木伸二、永山雄一らが所属。

## 概要
2021年11月設立。

## 所属
- 佐野史郎
- 大沢健
- 南壽あさ子
- 石川真希
- 北乃颯希
- カムイ
- 伊達太賀
- 後藤萌咲（2025.03.01所属）
- 鈴木伸二（盆栽作家）
- 永山雄一（レコーディングエンジニア）